# Otfried von Weißenburg

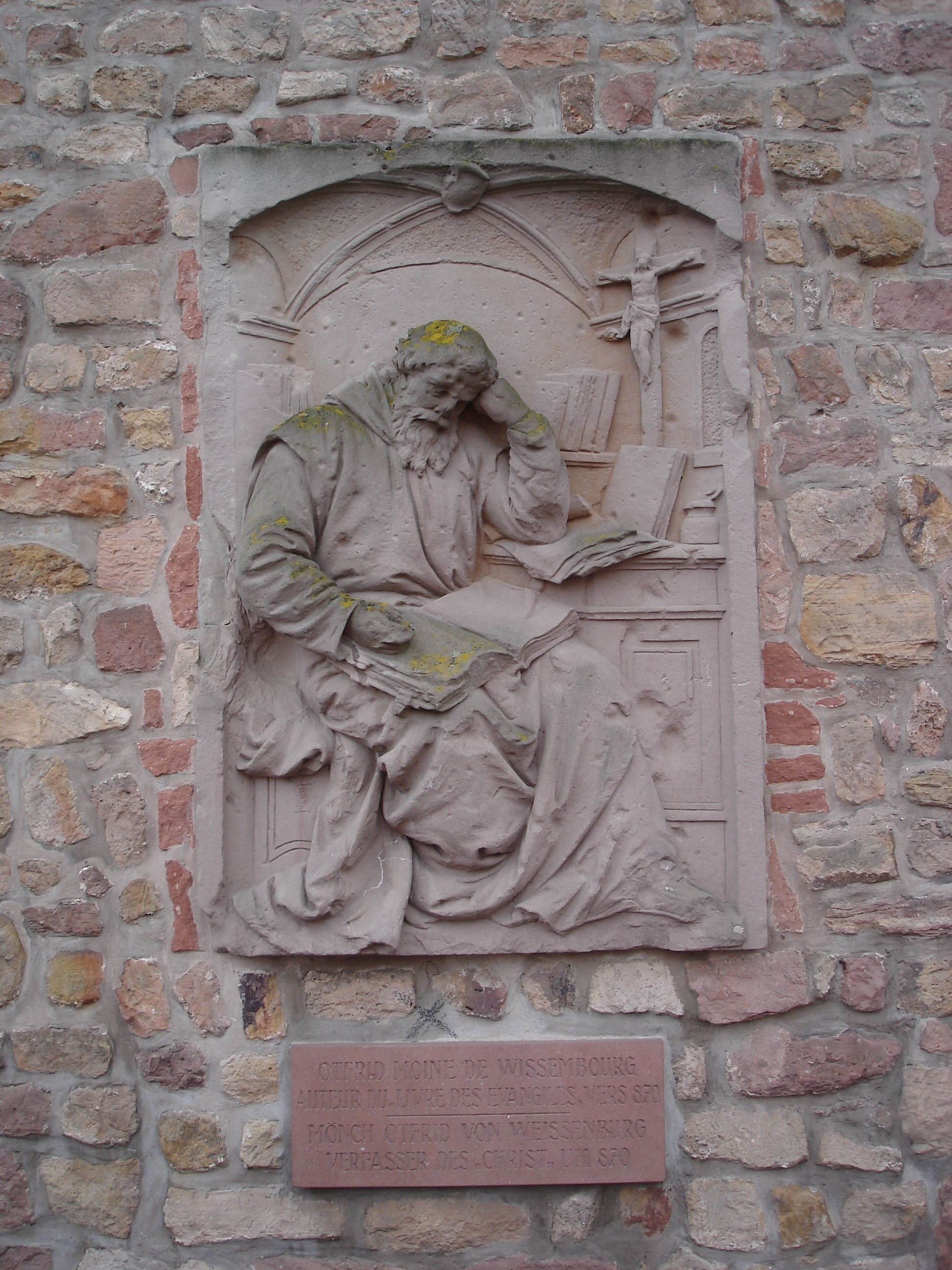
Reliëf van Otfried von Weißenburg in Wissembourg

Otfried von Weißenburg (circa 800 - 870?) was een Duitse monnik, poëet en auteur. Hij leefde in de abdij van Weissenburg (het huidige Wissembourg in de Elzas).  
Hij is de auteur van een evangeliënharmonie in rijmende coupletten die het Evangelienbuch wordt genoemd. Men denkt dat het gedicht tussen 863 en 871 is voltooid.  Daarnaast is hij de schrijver van een aantal Latijnse werken, waaronder exegeses en glossaria. Otfried is de eerste Duitse dichter wiens naam we kennen van zijn werk.

## Leven
Otfried werd rond 800 geboren. Hij werd als jong kind voorbestemd voor het priesterschap en was vermoedelijk al vanaf zijn zevende deel van de kloostergemeenschap in Weissenburg. Rond 830 werd hij tot priester gewijd.
Er zijn aanwijzingen dat hij als schriftgeleerde verbonden was aan het hof van Lodewijk de Duitser. Daarna studeerde hij in de periode 832-842 enige tijd in Fulda bij Hrabanus Maurus. Na zijn terugkeer uit Fulda werd Otfried magister scholae in Weissenburg: hij was verantwoordelijk voor het onderwijs aan de novicen.
Hij vervaardigde een aantal exegeses (bijbelcommentaren) en glossaria (woordenlijsten) bij de evangeliën. Men vermoedt dat Otfried ook de drijvende kracht was achter de uitbreiding van de bibliotheek van het klooster en de toegenomen activiteit van het scriptorium in deze periode. Zijn eigen hand is geïdentificeerd in de manuscripten van vijf bijbelcommentaren. Hij schreef het Evangelienbuch, een evangeliënharmonie, toen hij al op leeftijd was, in de periode 863-871. Het is geschreven in het Zuidrijn-Frankische dialect van het Oudhoogduits. Het is het eerste substantiële literaire werk in de Duitse literatuur, het eerste werk waarvan de maker bij naam bekend is, en het eerste gebruik van rijm.
Hij stierf rond 870.
- Bibsys: 90209650
- Biblioteca Nacional de España: XX1342308
- Bibliothèque nationale de France: cb12204715q (data)
- CiNii: DA01943101
- Gemeinsame Normdatei: 118590669
- International Standard Name Identifier: 0000 0001 2242 4179
- Library of Congress Control Number: n50082880
- Nationale Bibliotheek van Letland: 000085301
- Bibliotheek van het Japanse parlement: 00472602
- Nationale Bibliotheek van Tsjechië: jx20110301018
- Nationale Bibliotheek van Israël: 987007319659505171
- Nederlandse Thesaurus van Auteursnamen: 07087557X
- Réseau des bibliothèques de Suisse occidentale: 02-A000126449
- LIBRIS: 196258
- Système universitaire de documentation: 027338266
- Virtual International Authority File: 84037965